# 剪切稀化
剪切稀化（英語：shear thinning），又称为假塑性（pseudoplastic），是指流体的粘度随剪应变率的增加而減小。拥有此种性质的流体属于非牛顿流体，其剪应力与剪应变率之间的关系可通过幂律函数来表示。熔岩、番茄酱、生奶油、血液、颜料、指甲油、巧克力醬等都有剪切稀化的特性。
凯伊效应（Kaye effect）便是由流体的剪切稀化导致的。